# 影舞
影舞（かげまい, Kagemai）はRubyで記述されている、Webベースのオープンソースバグ管理システムである。

## 概要
インストール及び運用が簡単に行えることが特徴である。実際、インストールはアーカイブファイルを展開してウェブサーバにコピーするだけでほぼ完了する。その後の詳細な設定は管理画面から行う。
ドキュメント類が日本語で用意されていること、開発者によるサポートが日本語で受けられることなどから、日本国内では比較的広く使用されている。
最初の公開は2002年3月9日。2016年に公式サイトが閉鎖され、2021年3月現在の最新のコミットは2010年1月である。